# Convocazioni all'European League femminile 2014
Elenco delle giocatrici convocate per l'European League 2014.

## Azerbaigian
| N° | Nome                 | Ruolo | Data di nascita   | Squadra  |
| -- | -------------------- | ----- | ----------------- | -------- |
| -  | Faig Garayev         | All   | 25 agosto 1959    | -        |
| 1  | Ceyran Əliyeva       | L     | 3 gennaio 1985    | Azəryol  |
| 3  | Anastasija Artem'eva | O     | 4 dicembre 1989   | Azərreyl |
| 4  | Anna Kudakova        | C     | 23 gennaio 1988   | PTPS     |
| 6  | Ayşən Əbdüləzimova   | C     | 11 aprile 1993    | Azərreyl |
| 9  | Jelyzaveta Ruban     | S     | 3 marzo 1995      | -        |
| 10 | Jana Matiašovská     | S     | 7 luglio 1987     | Azəryol  |
| 11 | Katerina Zhidkova    | S     | 28 settembre 1989 | Azərreyl |
| 14 | Ülkər Kərimova       | S     | 1º gennaio 1994   | Azərreyl |
| 15 | Aynur Kərimova       | C     | 7 dicembre 1988   | Azərreyl |
| 16 | Oksana Kiselyova     | L     | 30 maggio 1992    | Azərreyl |
| 17 | Polina Rəhimova      | O     | 5 giugno 1990     | Azəryol  |
| 18 | Shafagat Habibova    | P     | 3 agosto 1991     | Azərreyl |
| 19 | Irina Makarenko      | P     | 26 settembre 1992 | Azərreyl |
| 20 | Aliaksandra Prupas   | S     | 27 marzo 1994     | Azərreyl |
| 21 | Kseniya Pavlenko     | C     | 30 agosto 1993    | -        |

## Bulgaria
| N° | Nome                | Ruolo | Data di nascita   | Squadra         |
| -- | ------------------- | ----- | ----------------- | --------------- |
| -  | Ivan Petkov         | All   | 18 ottobre 1976   | -               |
| 1  | Viktorija Grigorova | C     | 25 luglio 1990    | Salihli         |
| 2  | Milena Dimova       | C     | 5 luglio 1994     | -               |
| 3  | Ralina Doškova      | S/O   | 7 giugno 1995     | -               |
| 4  | Nasja Dimitrova     | C     | 6 novembre 1992   | -               |
| 5  | Simona Dimitrova    | S     | 17 luglio 1994    | -               |
| 6  | Cvetelina Nikolova  | P     | 23 settembre 1990 | Vandœuvre Nancy |
| 7  | Miroslava Paskova   | S     | 16 febbraio 1996  | -               |
| 8  | Kristina Gunčeva    | P     | 24 marzo 1994     | -               |
| 9  | Petja Barakova      | P     | 18 giugno 1994    | -               |
| 10 | Gergana Dimitrova   | S     | 22 febbraio 1996  | -               |
| 11 | Gergana Petrova     | S     | 1º marzo 1990     | -               |
| 13 | Kristin Kolčagova   | L     | 21 gennaio 1991   | -               |
| 14 | Silvana Čauševa     | S/O   | 19 maggio 1995    | -               |
| 15 | Žana Todorova       | L     | 6 gennaio 1997    | -               |
| 16 | Gabriela Cvetanova  | S     | 11 aprile 1991    | Târgu Mureș     |
| 21 | Mira Todorova       | C     | 12 aprile 1994    | Volero Zurigo   |

## Germania
| N° | Nome                | Ruolo | Data di nascita   | Squadra     |
| -- | ------------------- | ----- | ----------------- | ----------- |
| -  | Giovanni Guidetti   | All   | 20 settembre 1972 | VakıfBank   |
| 1  | Lenka Dürr          | L     | 10 novembre 1990  | İqtisadçı   |
| 2  | Kathleen Weiß       | P     | 2 febbraio 1984   | Bergamo     |
| 3  | Louisa Lippmann     | S     | 23 settembre 1994 | Münster     |
| 4  | Maren Brinker       | S     | 10 luglio 1986    | Impel       |
| 5  | Leonie Schwertmann  | C     | 12 febbraio 1994  | Münster     |
| 6  | Jennifer Geerties   | S     | 5 aprile 1994     | Vilsbiburg  |
| 7  | Jana Franziska Poll | S     | 7 maggio 1988     | Schweriner  |
| 8  | Berit Kauffeldt     | C     | 8 luglio 1990     | Imoco       |
| 10 | Lena Stigrot        | S     | 21 dicembre 1994  | Vilsbiburg  |
| 11 | Christiane Fürst    | C     | 29 marzo 1985     | VakıfBank   |
| 12 | Heike Beier         | S     | 9 dicembre 1983   | BKS         |
| 13 | Jennifer Pettke     | C     | 29 maggio 1989    | Fischbek    |
| 14 | Margareta Kozuch    | S/O   | 30 ottobre 1986   | Azəryol     |
| 15 | Lisa Thomsen        | L     | 20 agosto 1985    | Azəryol     |
| 16 | Lena Möllers        | P     | 6 gennaio 1990    | AGIL        |
| 17 | Carina Aulenbrock   | S/O   | 22 settembre 1994 | Schweriner  |
| 18 | Wiebke Silge        | C     | 16 luglio 1996    | Münster     |
| 19 | Laura Weihenmaier   | S/O   | 4 aprile 1991     | PTSV Aachen |
| 20 | Mareen Apitz        | P     | 26 marzo 1987     | Dresdner    |
| 21 | Denise Imoudu       | P     | 14 dicembre 1995  | Schweriner  |
| 22 | Anja Brandt         | C     | 15 febbraio 1990  | Schweriner  |
| 24 | Lisa Izquierdo      | S     | 29 agosto 1994    | Dresdner    |

## Grecia
| N° | Nome                   | Ruolo | Data di nascita   | Squadra           |
| -- | ---------------------- | ----- | ----------------- | ----------------- |
| -  | Ioannis Kalmazidis     | All   | 16 giugno 1968    | -                 |
| 2  | Maria Elenī Artakianou | L     | 21 maggio 1994    | -                 |
| 3  | Maria Nomikou          | S/O   | 30 marzo 1993     | Pro Victoria      |
| 4  | Olga Vergidou          | P     | 17 dicembre 1991  | -                 |
| 5  | Athīna Papafōtiou      | P     | 23 agosto 1989    | AEK Atene         |
| 6  | Elenī Kiosī            | S/O   | 27 febbraio 1985  | Terville Florange |
| 7  | Geōrgia Lamprousī      | C     | 27 gennaio 1993   | Olympiakos        |
| 8  | Panagiōta Diōtī        | S/O   | 13 novembre 1992  | -                 |
| 12 | Evaggelia Chantava     | S     | 26 settembre 1990 | -                 |
| 13 | Katerina Giōta         | C     | 3 luglio 1990     | Olympiakos        |
| 14 | Stylianī Christodoulou | P     | 19 luglio 1991    | Olympiakos        |
| 15 | Maria Genitsaridī      | S     | 3 giugno 1994     | -                 |
| 16 | Aliki Kōnstantinidou   | S/O   | 26 giugno 1989    | -                 |
| 17 | Olga Strantzalī        | S     | 12 gennaio 1996   | -                 |
| 18 | Maria Lamprinidou      | C     | 29 giugno 1986    | Forlì             |
| 19 | Angeliki Kavvadia      | C     | 17 febbraio 1994  | -                 |
| 20 | Anna Karpouza          | P     | 9 gennaio 1990    | -                 |
| 24 | Angeliki Emmanouilidou | C     | 18 settembre 1994 | -                 |

## Polonia
| N° | Nome                  | Ruolo | Data di nascita   | Squadra            |
| -- | --------------------- | ----- | ----------------- | ------------------ |
| -  | Piotr Makowski        | All   | 23 settembre 1968 | -                  |
| 1  | Tamara Kaliszuk       | S/O   | 20 marzo 1990     | Pałac Bydgoszcz    |
| 2  | Emilia Kajzer         | P     | 10 marzo 1992     | PTPS               |
| 3  | Katarzyna Połeć       | C     | 13 febbraio 1989  | Pałac Bydgoszcz    |
| 5  | Agnieszka Kąkolewska  | C     | 14 ottobre 1994   | Impel              |
| 7  | Julia Twardowska      | S     | 4 maggio 1995     | Pałac Bydgoszcz    |
| 8  | Katarzyna Zaroślińska | S/O   | 3 febbraio 1987   | Dąbrowa Górnicza   |
| 9  | Maja Tokarska         | C     | 22 febbraio 1991  | AGIL               |
| 10 | Daria Paszek          | S     | 30 agosto 1991    | PTPS               |
| 11 | Dorota Medyńska       | L     | 15 aprile 1993    | Budowlani Łódź     |
| 13 | Agata Durajczyk       | L     | 19 agosto 1989    | Budowlani Łódź     |
| 14 | Joanna Wołosz         | P     | 7 aprile 1990     | Busto Arsizio      |
| 15 | Natalia Kurnikowska   | S     | 13 gennaio 1992   | Muszyna            |
| 17 | Klaudia Kaczorowska   | S     | 20 dicembre 1988  | Atom Trefl Sopot   |
| 18 | Aleksandra Wójcik     | S     | 3 gennaio 1994    | Legionovia         |
| 19 | Anna Korabiec         | L     | 11 gennaio 1995   | Pałac Bydgoszcz    |
| 22 | Malwina Smarzek       | S/O   | 3 giugno 1996     | Wola Warszawa      |
| 23 | Gabriela Jasińska     | P     | 14 luglio 1992    | Muszyna            |
| 24 | Aleksandra Sikorska   | S     | 28 aprile 1993    | PTPS               |
| 25 | Kinga Stronias        | S     | 22 aprile 1997    | SMS PZPS Sosnowiec |

## Slovenia
| N° | Nome               | Ruolo | Data di nascita  | Squadra       |
| -- | ------------------ | ----- | ---------------- | ------------- |
| -  | Bruno Najdić       | All   | 25 febbraio 1968 | Branik        |
| 1  | Eva Mori           | P     | 13 marzo 1996    | Kamnik        |
| 2  | Sara Hutinski      | C     | 20 giugno 1991   | Prostějov     |
| 3  | Mojca Božič        | P     | 30 marzo 1992    | Kamnik        |
| 4  | Nika Blagne        | S     | 16 novembre 1994 | Branik        |
| 5  | Angelina Ajnihar   | P     | 15 marzo 1990    | Branik        |
| 6  | Katja Medved       | L     | 20 marzo 1986    | Alba-Blaj     |
| 7  | Marina Kaučič      | C     | 19 ottobre 1993  | Branik        |
| 8  | Anja Zdovc         | S     | 24 agosto 1987   | Venelles      |
| 9  | Iza Mlakar         | S/O   | 14 novembre 1995 | Branik        |
| 10 | Sara Valenčič      | S     | 22 agosto 1990   | Kamnik        |
| 11 | Živa Recek         | S     | 10 maggio 1993   | Florida       |
| 12 | Elena Kučej        | C     | 3 dicembre 1994  | Branik        |
| 13 | Sara Najdic        | P     | 17 dicembre 1994 | Branik        |
| 14 | Urška Igličar      | S     | 17 marzo 1995    | Branik        |
| 15 | Marina Cvetanović  | S     | 14 febbraio 1986 | Muszyna       |
| 17 | Tina Kaker         | C     | 24 agosto 1993   | Koper         |
| 18 | Sasa Planinsec     | S     | 2 giugno 1995    | Branik        |
| 19 | Valentina Založnik | C     | 5 aprile 1992    | San Francisco |
| 21 | Lana Ščuka         | S     | 6 ottobre 1996   | Kamnik        |

## Spagna
| N° | Nome               | Ruolo | Data di nascita  | Squadra             |
| -- | ------------------ | ----- | ---------------- | ------------------- |
| -  | Pascual Saurín     | All   | 26 febbraio 1967 | -                   |
| 1  | Silvia Bedmar      | S     | 3 dicembre 1989  | Iruña               |
| 2  | Maria José Corral  | P     | 1º gennaio 1991  | Dauphines Charleroi |
| 5  | Alba Sánchez       | S     | 9 settembre 1991 | Nuestra Señora      |
| 6  | Ana Correa         | C     | 19 gennaio 1985  | Hainaut             |
| 7  | Danira Costa       | P     | 7 gennaio 1992   | Ciutadella          |
| 8  | Mireya Delgado     | S     | 5 novembre 1991  | Alcobendas          |
| 9  | Isabel Guerra      | L     | 21 luglio 1993   | JAV Olímpico        |
| 10 | Amelia Portero     | S     | 28 maggio 1995   | Haro                |
| 11 | Mabel Caro         | C     | 13 marzo 1991    | Vall d'Hebron       |
| 13 | Helia Gonzalez     | S     | 29 agosto 1985   | Murillo             |
| 14 | Carmen Unzúe       | C     | 3 maggio 1997    | Alcobendas          |
| 15 | Milagros Collar    | S/O   | 15 aprile 1998   | Alba-Blaj           |
| 16 | María Segura       | S     | 10 giugno 1992   | Barcellona          |
| 17 | Jéssica González   | C     | 22 gennaio 1987  | Iruña               |
| 18 | Sara Folgueira     | S/O   | 17 dicembre 1996 | -                   |
| 19 | Patricia Rodríguez | L     | 31 gennaio 1995  | Alcobendas          |
| 20 | Sara Esteban       | S     | 11 febbraio 1997 | Barcellona          |
| 24 | Alicia de Blas     | C     | 7 maggio 1995    | Alcobendas          |

## Turchia
| N° | Nome               | Ruolo | Data di nascita  | Squadra           |
| -- | ------------------ | ----- | ---------------- | ----------------- |
| -  | Ferhat Akbaş       | All   | 14 aprile 1986   | -                 |
| 1  | Ezgi Dilik         | P     | 12 giugno 1995   | Sarıyer           |
| 2  | Melis Durul        | S/O   | 21 gennaio 1993  | Sarıyer           |
| 4  | Gamze Alikaya      | P     | 1º gennaio 1993  | Galatasaray       |
| 5  | Kübra Akman        | C     | 13 ottobre 1994  | VakıfBank         |
| 6  | Ceylan Arısan      | C     | 1º gennaio 1994  | Sarıyer           |
| 7  | Bihter Dumanoğlu   | L     | 3 febbraio 1995  | -                 |
| 9  | Polen Uslupehlivan | S/O   | 27 agosto 1990   | Fenerbahçe        |
| 10 | Yeliz Askan        | S/O   | 13 agosto 1987   | Hyundai Hillstate |
| 11 | Gizem Örge         | L     | 26 aprile 1998   | VakıfBank         |
| 12 | Cansu Çetin        | S     | 23 maggio 1993   | Sarıyer           |
| 14 | Gözde Yılmaz       | S/O   | 9 settembre 1991 | Sarıyer           |
| 15 | Şeyma Ercan        | S     | 5 luglio 1994    | Eczacıbaşı        |
| 16 | Meliha İsmailoğlu  | S/O   | 17 dicembre 1993 | İlbank            |
| 18 | Ceren Kestirengöz  | S/O   | 19 luglio 1993   | Yeşilyurt         |
| 20 | Çağla Akın         | P     | 19 gennaio 1994  | VakıfBank         |
| 21 | Özge Yurtdagülen   | C     | 6 agosto 1993    | Yeşilyurt         |
| 22 | Ezgi Arslan        | S     | 23 marzo 1992    | Galatasaray       |